# NGC 3645
NGC 3645 је лентикуларна галаксија у сазвежђу Лав која се налази на NGC листи објеката дубоког неба.
Деклинација објекта је + 2° 57' 52" а ректасцензија 11h 20m 16,9s. Привидна величина (магнитуда) објекта NGC 3645 износи 12,1 а фотографска магнитуда 13,0. Налази се на удаљености од 25,9000 милиона парсека од Сунца. NGC 3645 је још познат и под ознакама NGC 3630, UGC 6349, MCG 1-29-31, CGCG 39-124, PGC 34698.